# Inter
För andra betydelser, se Inter (olika betydelser).
Inter, fullständigt namn: Football Club Internazionale Milano, är en fotbollsklubb från Milano i Italien. Inter spelar vanligtvis i svartblåa kläder, och i folkmun kallas laget ofta för nerazzurri, ungefär svartblått. Inter är en av Italiens största fotbollsklubbar med 20 italienska Serie A-ligatitlar - endast Juventus är bättre med 36 titlar. Internationellt sett har Inter vunnit Champions League/Europacupen tre gånger och Uefa Europa League/Uefacupen tre gånger.
Inter är den enda klubben i det italienska ligasystemet som alltid har spelat i förstadivisionen. Fram till 2006 delade Inter bedriften att aldrig ha blivit degraderade från Serie A med Juventus, och matcherna lagen emellan kallas Derby d'Italia ("Italienska derbyt"). I och med uppdagandet av Serie A-skandalen 2006 tvingades dock Juventus ner i Serie B.
Inter spelar prestigefyllda derbyn - det så kallade Il Derby della Madonnina ("Den lilla madonnans derby") - mot lokalkonkurrenten och ärkerivalen AC Milan, med vilka de delar hemmaarenan Stadio Giuseppe Meazza.

## Historia

### Den första tiden
Klubben grundades 9 mars 1908 av en grupp italienare som lämnat Milanos cricket- och fotbollsklubb (i dag AC Milan), efter att denna klubb beslutat att endast "renrasiga" italienare skulle få spela i AC Milan. Klubben grundades på idén att alla oavsett ras, religion eller ursprung skulle få delta, således valde man namnet Internazionale Milano. Klubben fick snabbt smeknamnet La Beneamata, de älskvärda i folkmun. Inter vann sitt första seriemästerskap redan 1910.

### Mellankrigstiden - Namnbyte och Giuseppe Meazza
Inter vinner det första seriemästerskapet efter det första världskriget när man slår Livorno i finalen med 3–2. Men kort därefter tvingas klubben att byta namn när fascisterna kommer till makten i landet, eftersom namnet
"Internazionale" påminner alltför mycket om den kommunistiska tredje internationalen. 1928 går l'Internazionale F.C. samman med l'Unione Sportiva Milanese och byter såväl namn som dräkter. Under några år kallas klubben l'Ambrosiana, och under detta namnet vinner man 1930 sin tredje mästerskapstitel. Namnet ändras några år senare till Ambrosiana Inter, som behölls fram till 1942 då klubben tog tillbaka till sitt ursprungliga namn.
Under denna perioden spelar en av Italiens absolut främsta spelare och målgörare genom tiderna; Giuseppe Meazza. Flera Interspelare blev också världsmästare med Italien 1934 och 1938. Förutom Meazza som var med båda gångerna, spelade Luigi Allemandi, Armando Casellazzi och Attilio Demaria 1934, samt Giovanni Ferrari, Pietro Ferraris och Ugo Locatelli 1938. Inter vann också ligan 1938 och 1940. Däremellan (1939) kom också den första cupvinsten. Giuseppe Meazza vann den italienska skytteligan tre gånger (1930, 1936, 1938). Efter hans död 1979 blev San Siro omdöpt i hans ära, till Stadio Giuseppe Meazza.

### Efterkrigstiden
Med hjälp av en utpräglad defensiv taktik och målskyttarna Lennart "Nacka" Skoglund och ungraren Stefano (Istvàn) Nyers i laget vann Inter ligan både 1953 och 1954. Säsongen 1953/1954 vann laget med hela 6-0 hemma på Stadio Giuseppe Meazza mot Juventus i en historisk seger där "Nacka" gjorde två av målen.

### "Grande Inter"
Inters absoluta storhetstid var under 1960-talet då klubben nådde sina största framgångar hittills under den argentinske tränaren Helenio Herrera. Herrera är en av de tränare som man oftast förknippar med den så kallade catenaccion (låskolv),  en defensiv taktik som egentligen uppfanns av en österrikisk tränare, Karl Rappan, redan på 1930-talet, men som senare ofta har blivit förknippad med italienska lag. Med denna taktik vann Inter Europacupen för mästarlag 1964 och 1965. Första året vann laget finalen mot Real Madrid. Andra året spelade Inter finalen på sin hemmaarena Stadio Giuseppe Meazza och vann mot Benfica.
Inter vann även Interkontinentalcupen 1964 och 1965, samt tre ligasegrar 1963, 1965 och 1966. Den stora anfallsstjärnan i laget var Alessandro Mazzola som även firade stora framgångar i Italiens landslag. Detsamma gjorde Giacinto Facchetti som blev symbolen för catenaccio och som var den stora ledarfiguren i Inter. Facchetti var under en rad år lagkapten såväl i klubblaget som i landslaget. Klubbens ägare under perioden var Angelo Moratti, som är far till dagens ägare. Denna segerrika period avslutades 1967 då Inter förlorade finalen i Europacupen för mästarlag mot Celtic och tappade chansen till ligatiteln i sista omgången - Inter hade lett ligan länge, men efter att ha förlorat säsongens sista ligamatch - mot Mantova 1911 SSD - gick Juventus om. Året efter försvann både Angelo Moratti och Helenio Herrera från klubben.
Under åren efter storhetstiden lyckades Inter vinna Serie A 1971 och 1980. Laget tog sig 1972 även på nytt till final i Europacupen, men förlorade med 2-0 mot Johan Cruyffs Ajax.
1989, ledda av den tyska duon Andreas Brehme och Lothar Matthäus och argentinaren Ramón Díaz och med Giovanni Trappatoni som tränare, lyckades Inter ta sin trettonde Serie A-titel. Säsongen efter värvades ännu en tysk i Jürgen Klinsmann, men Inter lyckades inte försvara sitt ligaguld.

### Tunga år (1990–2004)
Efter att ha vunnit Serie A 1989 vann Inter inga ligatitlar under hela 1990-talet. Det är det enda decenniet i Inters historia då man inte har lyckats med att vinna Serie A. Bottennoteringen kom säsongen 1993-94 när laget bara var en poäng från att bli degraderade till Serie B. Klubben nådde dock framgångar internationellt då man under samma period vann Uefacupen tre gånger.
1995 tog Massimo Moratti över klubben, och under åren som följde värvades stora profiler som Ronaldo Luís Nazário de Lima, Christian Vieri och Hernán Crespo till klubben. Inters kräftgång skulle dock fortsätta i flera år sedan Moratti hade tagit över klubben.
Inför säsongen 1999/2000 värvades den tidigare Juventus-tränaren Marcello Lippi. Media och fans trodde att han, tillsammans med spelarvärvningar som Angelo Peruzzi och Laurent Blanc, skulle föra Inter till efterlängtade framgångar. Laget missade att vinna ligan, men var nära att vinna sin första inhemska titel sedan 1989 när man nådde finalen i Coppa Italia. Det blev dock förlust mot Lazio i finalen. Följande säsong blev Inter utslagna ur Champions League av Helsingborgs IF, och Marcello Lippi fick sparken.
Säsongen 2001/2002 ledde Inter Serie A inför sista matchen, men efter att laget förlorade säsongens sista ligamatch samtidigt som Juventus vann sin sista match förlorade Inter chansen till att vinna ligan och Juventus tog titeln.
2002/2003 blev Inter tvåa i ligan, och de lyckades även ta sig till semifinal i Champions League där ärkerivalen AC Milan väntade. Det sammanlagda resultatet i de två matcherna blev 1-1. Ironiskt nog gick AC Milan vidare till finalen på fler gjorda bortamål, trots att de båda matcherna spelades på samma arena. AC Milan vann så småningom den helitalienska finalen mot Juventus.
Under hela Inters tunga period med missade möjligheter till titlar, sved det dessutom extra för klubben och fansen att de två största inhemska konkurrenterna Juventus och AC Milan firade stora triumfer - båda lagen vann förutom upprepade segrar i Serie A även Champions League. Underifrån hotade dessutom lag med mindre historisk framgång som Roma och Lazio Inters position.

### Ny storhetstid (2005–)
Inters långa period utan några inhemska titlar skulle komma att brytas 2005, när laget besegrade Roma i finalen i Coppa Italia. Inter följde upp framgången med att vinna italienska supercupen mot Juventus samma år. 2006 vann Inter åter igen Coppa Italia, även denna gång genom att besegra Roma i finalen.
När Inter till slut vann sin första Serie A-titel sedan 1989 - klubbens fjortonde totalt - var det när laget tilldelades ligaguldet i efterhand sedan Juventus och AC Milan, etta respektive tvåa under säsongen 2005/2006, fråntagits sina placeringar på grund av inblandningen i Serie A-skandalen 2006. Juventus straffades för sin inblandning i skandalen genom att relegeras till Serie B, och AC Milan straffades genom att tvingas börja säsongen 2006/2007 med åtta minuspoäng. Resultatet blev att Inter stod som favoriter när säsongen började. Favoritskapet späddes på ytterligare av att Zlatan Ibrahimović och Patrick Vieira lämnade Juventus och gick till Inter.
Säsongen 2006/2007 kom Inter att dominera Serie A, och med hela fem omgångar kvar att spela stod det klart att klubben skulle vinna sin femtonde ligatitel. Inter slog dessutom två nya Serie A-rekord. Det ena var 17 raka ligavinster, något som inget annat lag lyckats med i de fem största europeiska ligorna (England, Frankrike, Italien, Spanien och Tyskland) - Bayern München och Real Madrid delade det tidigare rekordet med 15 raka segrar. Inters andra rekord var att de lyckades ta 97 poäng under säsongen, vilket är det högsta poängantal ett lag har haft i Serie A under hela dess historia.
Inför säsongen 2007/2008 hade Inter som mål att vinna både Serie A och Champions League. Ligan lyckades klubben vinna på nytt, även om spänningen denna gång levde in i den sista omgången. Zlatan Ibrahimović blev stor hjälte för Inter efter att ha bytts in i andra halvlek i ligans sista omgång mot Parma och gjort två mål. Däremot nådde Inter inga större framgångar i Champions League. Laget tog sig vidare från gruppspelet, men i första åttondelsfinalen, mot Liverpool på Anfield, fick laget tidigt Marco Materazzi utvisad. Inter backade tillbaka och spelade för 0–0, men släppte till slut in mål från Dirk Kuyt och Steven Gerrard. I returmatchen i Milano var Inter tvungna att göra minst två mål för att få till en förlängning, men efter att Nicolás Burdisso blivit utvisad tidigt i andra halvlek blev uppgiften övermäktig. Liverpools Fernando Torres punkterade matchen med sitt 0–1-mål. Efter matchen gjorde Inters tränare Roberto Mancini ett utspel där han sade att han skulle avgå, men han stannade sedermera kvar säsongen ut.
I början av juni 2008 gjorde sig Inter av med Mancini, och den portugisiske tränaren José Mourinho kontrakterades för tre år. Det visade sig vara ett lyckat drag från Inters ledning då José Mourinho under sin första säsong i klubben lyckades vinna Inters sjuttonde ligatitel. Med detta skrev José Mourinho in sig i Serie A:s historieböcker genom att vara den första tränaren som vinner ligan under sin första säsong i en klubb. Titeln var även Inters fjärde ligatitel i rad. Inter vann även italienska supercupen under Mourinhos första säsong i klubben, men i Champions League blev laget utslaget i åttondelsfinalen mot Manchester United vilket sågs som en besvikelse då det var för framgångar i Europa som Mourinho hade anställts.  Efter säsongen lämnade Zlatan Ibrahimović Inter för spel i FC Barcelona.
Säsongen 2009/2010 – Historisk trippel med tredje Champions League-titeln
Inter fick en tung start på säsongen 2009/2010 då man bara klarade 1–1 på hemmaplan mot nykomlingarna Bari. I match nummer två för säsongen fick Inter dock revansch genom att besegra ärkerivalerna AC Milan med 4–0. Säsongen blev så småningom en uppgörelse mellan Inter och Roma. Med tre matcher kvar mötte Inter ett nedflyttningshotat Lazio på bortaplan i Rom. Inter vann med 2–0, och trots förlusten applåderade Laziosupportrar Inters mål eftersom Inters seger minskade Lazios ärkerival AS Romas chanser att vinna Serie A. Med två matcher kvar att spela ledde Inter serien två poäng före Roma. I sista ligamatchen för säsongen mötte Inter Siena på bortaplan. Diego Milito gjorde matchens enda mål och därmed kunde Inter vinna sin femte raka ligatitel, något som endast Juventus och Torino har lyckats utföra tidigare i Serie A:s historia. Marginalen till tvåan Roma blev till slut en poäng.
Roma var även Inters motståndare i finalen i Coppa Italia, som Inter vann med 1–0 efter mål av Diego Milito.
Inters säsong fullbordades av att laget vann Champions League. Efter att ha blivit tvåa i gruppspelet bakom regerande mästarna FC Barcelona, ställdes laget mot Mourinhos gamla lag Chelsea i åttondelsfinalen. Inter vann båda matcherna med 2–1 respektive 1–0, och avancerade till kvartsfinal där CSKA Moskva stod för motståndet. Två 1–0-vinster förde Inter till semifinalen där FC Barcelona väntade. Första matchen spelades på Stadio Giuseppe Meazza i Milano, och trots ett tidigt ledningsmål för FC Barcelona lyckades Inter vända och vinna matchen med 3–1 – Wesley Sneijder, Maicon och Diego Milito gjorde Inters mål. Värt att notera är att Barca åkte buss hela vägen till Milano på grund av Eyjafjallajökulls utbrott. I returen på Camp Nou var FC Barcelona tvingade att vinna med minst 2–0 för att ta sig till final. Efter att Inter hade fått Thiago Motta utvisad en halvtimme in i matchen inriktade sig laget enbart på defensiven, och trots en massiv press lyckades inte FC Barcelona göra mer än ett mål. Inter var för första gången sedan 1972 i final i Champions League/Europacupen. Matchen spelades på Santiago Bernabeu i Madrid den 22 maj 2010, och för motståndet stod Bayern München. Inter vann finalen med 2–0, efter att Diego Milito gjort båda målen.
På vägen fram till segern i Champions League hade Inter besegrat den innevarande säsongens blivande ligamästare i Tyskland, Spanien och England (Bayern München, FC Barcelona samt Chelsea).
Inter blev med sin historiska trippel – inhemsk ligaseger och cupseger, samt seger i Champions League – det sjätte laget i det europeiska ligasystemet som lyckas med den bedriften. Tidigade hade Celtic (1967), Ajax (1972], PSV Eindhoven (1988), Manchester United (1999) samt FC Barcelona (2009) vunnit en trippel. Noterbart var att Samuel Eto'o vann en trippel två år i rad – med FC Barcelona 2009 och med Inter 2010. Inter vann 2010 klubblags-VM för tredje gången.
Ihärdiga rykten om att José Mourinho skulle lämna klubben efter Champions League-finalen för att bli tränare i Real Madrid hade florerat redan innan säsongen var slut. Efter att tränaren José Mourinho hade lämnat Inter och blev ny tränare i Real Madrid så skrev Rafael Benítez ett tvåårskontrakt med den italienska klubben. Men kort därefter höstsäsongen så hävde han sitt kontrakt och slutade som tränare i den italienska klubben trots att han förde de till seger i klubblags-VM, dock låg laget på en sjunde plats i Serie A under hösten. Benitez slutade som tränare i Inter den 23 december 2010. På julafton så kom det fram att den förre Milan-tränaren Leonardo kommer att ta över posten som tränare för Inter och kontraktet sträcker sig till 30 juni 2012. Men det gick inget vidare, man förlorade båda mötena mot ärkerivalen Milan, och man åkte ut i kvartsfinalen i Champions League mot Schalke 04. Man vann heller inte ligan denna säsong, efter sju år så gick Serie A-titeln till ärkerivalen Milan. Man lyckades emellertid att vinna italienska cupen för andra året i rad.
Inter tog scudetton igen 2021 under Antonio Conte som efter säsongen lämnade Inter. In kom då Simone Inzaghi som påbörjade en fin period med Nerazzurri. Vann Cupen första året som man även tog året efter. Dessutom har man tagit Super Cupen 3 år i rad. Dock fick man inte till det i ligan. Liga guldet kom dock till slut 2023/2024 med Marcus Thuram som värvades inför säsongen på fri transfer tillsammans med kapten Lautaro Martinez på topp. Scudetton säkrades i derbyt mot ärkerivalen och stadsrivalen Milan. Slutresultatet skrevs till 1-2. Detta var Inters 20 ligaseger.

## Spelare

### Truppen
Korrekt per den 11 augusti 2022
| Målvakter | Målvakter | Målvakter      | Målvakter        | Målvakter            | Målvakter |
| Nummer    | Land      | Spelare        | Födelsedatum     | Kom ifrån            |           |
| --------- | --------- | -------------- | ---------------- | -------------------- | --------- |
| 1         | Schweiz   | Yann Sommer    | 17 december 1988 | Bayern Munchen (-23) |           |
| 21        | Italien   | Alex Cordaz    | 1 januari 1983   | Crotone (-21)        |           |
| -         | Brasilien | Gabriel Brazão | 5 oktober 2000   | Real Oviedo (-21)    |           |

| 6  | Nederländerna | Stefan de Vrij     | 5 februari 1992  | Lazio (-18)     |
| 12 | Italien       | Raoul Bellanova    | 17 maj 2000      | Cagliari (-22)  |
| 32 | Italien       | Federico Dimarco   | 10 november 1997 | Sion (-18)      |
| 33 | Italien       | Danilo D'Ambrosio  | 9 september 1987 | Torino (-14)    |
| 36 | Italien       | Matteo Darmian     | 2 december 1989  | Parma (-21)     |
| 37 | Slovakien     | Milan Škriniar     | 11 februari 1995 | Sampdoria (-17) |
| 95 | Italien       | Alessandro Bastoni | 13 april 1999    | Atalanta (-17)  |
| -  | Brasilien     | Dalbert            | 8 september 1993 | Nice (-17)      |

| 2  | Nederländerna | Denzel Dumfries     | 18 april 1996    | PSV (-21)           |
| 5  | Italien       | Roberto Gagliardini | 7 april 1994     | Atalanta (-17)      |
| 8  | Tyskland      | Robin Gosens        | 5 juli 1994      | Atalanta (-22)      |
| 14 | Albanien      | Kristjan Asllani    | 9 mars 2002      | Empoli (-22)        |
| 20 | Turkiet       | Hakan Çalhanoğlu    | 8 februari 1994  | Milan (-21)         |
| 22 | Armenien      | Henrich Mchitarjan  | 21 januari 1989  | Roma (-22)          |
| 23 | Italien       | Nicolò Barella      | 7 februari 1997  | Cagliari (-20)      |
| 77 | Kroatien      | Marcelo Brozović    | 16 november 1992 | Dinamo Zagreb (-15) |
| -  | Frankrike     | Lucien Agoumé       | 9 februari 2002  | Sochaux (-19)       |

| 9  | Bosnien och Hercegovina | Edin Džeko       | 17 mars 1986    | Roma (-21)        |
| 10 | Argentina               | Lautaro Martínez | 22 augusti 1997 | Racing Club (-18) |
| 11 | Argentina               | Joaquín Correa   | 13 augusti 1994 | Lazio (-21)       |
| 90 | Belgien                 | Romelu Lukaku    | 13 maj 1993     | Chelsea (-22)     |
| -  | Italien                 | Andrea Pinamonti | 19 maj 1999     | Genoa (-20)       |
| -  | Italien                 | Eddie Salcedo    | 1 oktober 2001  | Genoa (-18)       |

### Utlånade spelare
| Nr | Land | Pos | Namn |
| -- | ---- | --- | ---- |

### Berömda spelare i klubben genom åren
| Italien - Camillo Achilli - Ermanno Aebi - Alessandro Altobelli - Amedeo Amadei - Dino Baggio - Roberto Baggio - Salvatore Bagni - Giuseppe Baresi - Evaristo Beccalossi - Gianfranco Bedin - Mauro Bellugi - Giuseppe Bergomi - Fulvio Bernardini - Nicola Berti - Mario Bertini - Graziano Bini - Antonio Blasevich - Roberto Boninsegna - Ivano Bordon - Tarcisio Burgnich - Aldo Campatelli - Enrico Candiani - Fabio Cannavaro - Aldo Cevenini - Carlo Cevenini - Cesare Cevenini - Luigi Cevenini - Mario Cevenini - Fulvio Collovati - Mario Corso - Enrico Cucchi - Angelo Domenghini - Giacinto Facchetti - Giovanni Ferrari - Riccardo Ferri - Angelo Franzosi - Annibale Frossi - Giorgio Ghezzi - Giovanni Giacomazzi - Fabio Grosso - Aristide Guarneri - Giovanni Invernizzi - Benito Lorenzi - Giampiero Marini - Marco Materazzi - Sandro Mazzola - Giuseppe Meazza - Gabriele Oriali - Gianluca Pagliuca - Christian Panucci - Armando Picchi - Andrea Pirlo - Giuliano Sarti - Salvatore Schillaci - Aldo Serena - Marco Tardelli - Christian Vieri - Lido Vieri - Cristiano Zanetti - Walter Zenga | Argentina - Matías Almeyda - Antonio Valentin Angelillo - Gabriel Batistuta - Hernán Crespo - Julio Ricardo Cruz - Esteban Cambiasso - Attilio Demaría - Ramón Díaz - Kily González - Humberto Maschio - Oscar Massei - Daniel Passarella - Walter Samuel - Diego Simeone - Santiago Solari - Juan Sebastián Verón - Javier Zanetti - Diego Milito Australien - Nathan Coe Belgien - Ludo Coeck - Enzo Scifo Brasilien - Adriano - Cesar - Gilberto da Silva Melo - Jair - Júlio César - Maicon - Maxwell - Roberto Carlos - Ronaldo - Luís Vinício - Ze Maria - Kerlon - Thiago Motta Chile - Luis Jimenez - David Pizarro - Ivan Zamorano Colombia - Iván Córdoba - Nelson Rivas Danmark - Thomas Helveg - Harald Nielsen Elfenbenskusten - Cyril Domoraud | England - Gerry Hitchens - Paul Ince Frankrike - Jocelyn Angloma - Laurent Blanc - Benoit Cauet - Olivier Dacourt - Stephane Dalmat - Youri Djorkaeff - Sebastien Frey - Mikael Silvestre - Patrick Vieira Grekland - Grigoris Georgatos - Giorgios Karagounis Honduras - David Suazo Irland - Robbie Keane - Liam Brady Kamerun - Pierre Wome - Samuel Eto'o Kroatien - Dario Šimić Nederländerna - Dennis Bergkamp - Edgar Davids - Wim Jonk - Clarence Seedorf - Andy van der Meyde - Faas Wilkes - Aron Winter - Wesley Sneijder Nigeria - Nwankwo Kanu - Taribo West - Obafemi Martins Makedonien - Darko Pancev - Goran Slavkovski Portugal - Sérgio Conceição - Luís Figo - Humberto - Maniche - Paulo Sousa - Ricardo Quaresma | Peru - Víctor Benítez Ryssland - Igor Shalimov Rumänien - Denis Alibec - Christian Chivu - Adrian Mutu - Nicolae Simatoc Schweiz - Oscar Engler - Ernest Peterly - Ciriaco Sforza - Roger Vonlanthen Serbien - Vladimir Jugović - Siniša Mihajlović - Dejan Stanković Sierra Leone - Mohamed Kallon Spanien - Francisco Javier Farinós - Joaquin Peiró - Luis Suárez Miramontes Sverige - Zlatan Ibrahimović - Bengt Lindskog - Evert Skoglund - Lennart Skoglund Sydafrika - Eddie Firmani Turkiet - Emre Belözoğlu - Hakan Şükür - Okan Buruk Tyskland - Andreas Brehme - Jürgen Klinsmann - Lothar Matthäus - Hansi Müller - Karl-Heinz Rummenigge - Matthias Sammer - Horst Szymaniak Ungern - István Nyers Uruguay - Francesco Frione - Álvaro Recoba - Rubén Sosa Österrike - Antonio Powolny - Herbert Prohaska |

### Pensionerade nummer
3 –  Giacinto Facchetti, Back, 1960–1978 (postumt)
4 –  Javier Zanetti, Back, 1995–2014

## Statistik

### Skyttekungar
Följande Interspelare har blivit skyttekungar i Serie A:
| Säsong  | Spelare                    | Mål |
| ------- | -------------------------- | --- |
| 1935/36 | Giuseppe Meazza            | 25  |
| 1937/38 | Giuseppe Meazza            | 20  |
| 1948/49 | Istvàn Nyers               | 26  |
| 1958/59 | Antonio Valentin Angelillo | 33  |
| 1964/65 | Sandro Mazzola*            | 17  |
| 1970/71 | Roberto Boninsegna         | 24  |
| 1971/72 | Roberto Boninsegna         | 22  |
| 1988/89 | Aldo Serena                | 22  |
| 2002/03 | Christian Vieri            | 24  |
| 2008/09 | Zlatan Ibrahimović         | 25  |
| 2014/15 | Mauro Icardi               | 22  |
| 2017/18 | Mauro Icardi               | 29  |

- 1964/65 delad förstaplats med Alberto Orlando – Fiorentina

### Spelare som har gjort mer än 100 mål för klubben
| Spelare              | Mål |
| -------------------- | --- |
| Giuseppe Meazza      | 246 |
| Luigi Cevenini III   | 156 |
| Benito Lorenzi       | 138 |
| Istvan Nyers         | 133 |
| Alessandro Altobelli | 128 |
| Sandro Mazzola       | 116 |
| Roberto Boninsegna   | 113 |
| Mauro Icardi         | 111 |
| Ermanno Aebi         | 106 |

### Övrigt
- Innehar Serie A-rekord i antal segrar i rad med 17 st. Rekordet nåddes säsongen 2006/07 efter en 5-2-seger mot Catania den 25 februari 2007.
- Inter är det enda lag som har spelat samtliga säsonger i Serie A sedan Serie A startade.
- Inter är det enda italienska laget som har vunnit trippeln (Serie A, Coppa Italia och Champions League, 2010).